# Gorgonzola (sir)
Gorgonzola je vrsta italijanskega sira s plemenito plesnijo, ki ga lahko uvrščamo tako med poltrde sire ali pa med mehke sire. 

## Značilnosti
Testo gorgonzole je bele ali rumenkaste barve, gibko, mehko, skoraj mazavo, ne sme se drobiti, prepredeno je z neštetimi nitkami posebno žlahtne plesni Penicillium gorgonzola. Na mestih, kjer se je močneje razvila plesen, so lahko nepravilna drobna očesca. Okus je ne preoster, pikanten, primerno slan, slasten. Sir ima čist vonj. Hlebec gorgonzole je visoke valjaste oblike, z ravnimi ploskvami. Premer hlebca visokega 10 do 15 cm je od 18 do 20 cm. Kompaktna rdečkasta skorja je gladka, vlažna, z vidnimi vbodi, brez plesni. Hlebci sira tehtajo do 8 kg in so pogoosto premazani s posebno rdečkasto-rjavo glineno mažo ali pa oviti v plastično embalažo.

## Proizvodnja
Sprva so usirjali posebej večerno in posebej jutranje kravje mleko in iz te mešanice izdelovali sir. Zorili so ga podobno kot rokfor v Franciji in sicer v naravnih votlinah. Tudi pri tem siru je danes postopek posodobljen. Čas zorenja je najmanj 2,5 meseca (do 8 mesecev). Gorgonzola vsebuje najmanj 48% maščobe v suhi snovi, okoli 60% vode v nemaščobni snovi, ter okoli 3% kuhinjske soli.

## Zgodovina
Gorgonzola  je  ime dobila po majhnem mestu Gorgonzola, ki leži vzhodno od Milana.

### Zaščita označbe porekla
V Italiji so živila z zaščito označbe porekla označena s oznako »DOP« (Denominazione di origine protteta), italijanska vina z zaščiteno geografsko označbo pa z oznako »DOC« (Denominazione di origine controllata). V zadnjih letih tudi pri gorgonzoli uporabljajo evropsko oznako zaščitene označbe porekla.